# Bici bici

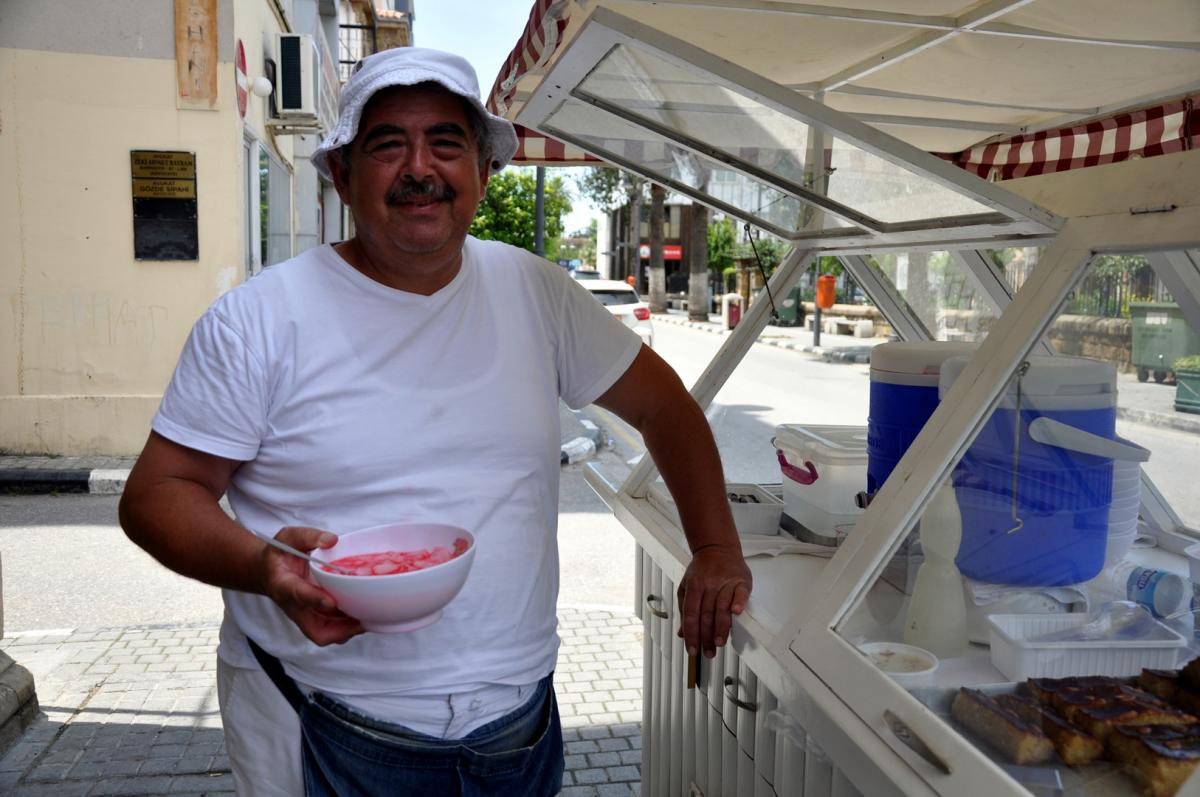
Venedor de bici bici, Lefkoşa, RTNC.

Bici bici o Bici bici muhallebisi són unes postres de la cuina turca. Són unes postres molt lleugeres, pròpies del sud de Turquia, de la Regió de la Mediterrània, especialment de les províncies d'Adana i Mersin, consumides especialment a l'estiu. Són unes postres de carrer també.
Es prepara amb gel granissat, midó i xarop. Una vegada cuit el midó en aigua, es deixa refredar en una safata i es trosseja. Després se li dona gust amb xarop, generalment de roses i sempre és acompanyat amb gel a sota, com un llit, i se serveix amb sucre de llustre damunt.